# Eriocaulon longicuspe
Eriocaulon longicuspe là một loài thực vật có hoa trong họ Cỏ dùi trống. Loài này được Hook.f. mô tả khoa học đầu tiên năm 1893.